# Biserica Maronită
Biserica Maronită sau Biserica Maronită Siriană a Antiohiei (în limba siriacă:ܥܕܬܐ ܣܘܪܝܝܬܐ ܡܪܘܢܝܬܐ ܕܐܢܛܝܘܟܝܐ ܡܪܘܢܝܶܐ, ʿīṯo suryaiṯo māronaiṯo d’anṭiokia, sau pe scurt: Maronaye, în limba arabă: الكنيسة الأنطاكية السريانية المارونية sau pe scurt موارنة Mawārina) este o biserică orientală de rit sirian, aflată în deplină comuniune cu Biserica Catolică. Numele complet al Bisericii Maronite este Unica Biserică Dreptcredincioasă Catolică-Caldee Maronită a Melkiților. Limba liturgică a maroniților este siriaca. Biserica Maronită este una din cele mai vechi comunități religioase din Liban.  
Numele acestei biserici provine de la sfântul Maro⁠(en)[traduceți] (în arabă: مارون Mārūn, în lat. Maro, în siriacă Maron), care a activat ca monah în vestul Mesopotamiei (teritoriul Siriei de astăzi). Este singura Biserica Orientală care a rămas în comuniune cu Biserica Catolică, la Marea Schismă de la 1054.
Sinodul patriarhal maronit din 2006 a definit identitatea bisericii ca „biserică siriană a Antiohiei cu un patrimoniu liturgic deosebit”.
Biserica Maronită recunoaște primatul papal și are propriul ei patriarh, cu sediul la Bkerke, în orașul Jounieh din Liban. Biserica Maronită are 27 de episcopii și mai multe mănăstiri proprii.
Numărul credincioșilor ei este apreciat la peste 3 milioane, din care o treime trăiesc în Liban, iar restul în Siria, Israel, și în diaspora - în Europa, mai ales în Franța, și în America - mai ales în Argentina, Statele Unite, Brazilia și Mexic, de asemenea în Australia, statele arabe din Golful Persic și în vestul Africii. Este cea mai mare biserică dintre bisericile Antiohiei, și a doua ca mărime între bisericile creștine din Orientul Apropiat, după Biserica Coptă.   

## Personalități
- Sharbel Makhlouf (1828-1898), călugăr

## Galerie de imagini

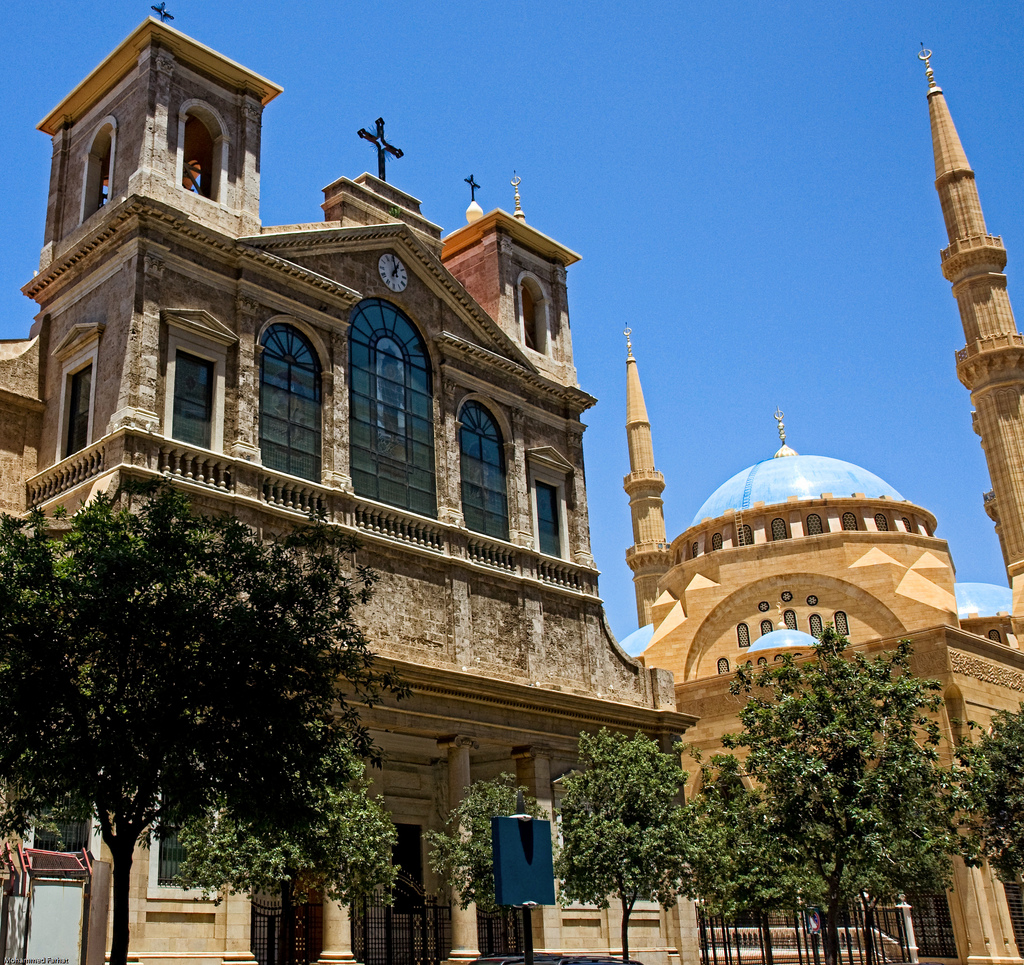
Catedrala Maronită Sfântul Gheorghe din Beirut